# Фортун Гарсес
Форту́н Гарсе́с (Фортун Монах; исп. Fortún Garcés) (около 830—906) — король Памплоны (Наварры) (882—905). Старший сын короля Гарсии I Иньигеса, последний представитель династии Ариста на престоле Наварры.

## Биография
В 860 году, во время захвата Памплоны войском эмира Кордовы Мухаммада I, Фортун был пленён и доставлен вместе со своей семьёй в Кордову. Здесь Фортун Гарсес находился на положении почётного пленника. Его дочь, Онека Фортунес, в 863 году стала женой будущего эмира Абдаллаха ибн Мухаммада и родила от него сына, Мухаммада ибн Абдаллаха. Предполагается, что в 870 году, когда Фортун ещё находился в плену в Кордове, умер король Памплоны Гарсия I Иньигес (часть историков предполагает, что он прожил до 882 года) и королём стал представитель династии Хименес, правивший в Сангуэсе («другой части королевства», по словам «Кодекса Роды») Гарсия II Хименес, соединивший в своих руках управление всеми частями королевства. Только в 880 году Фортуну Гарсесу удалось освободиться из плена и вернуться в Наварру. Вместе с ним вернулась на родину и его дочь Онека.
Прибыв в Памплону, Фортун Гарсес был назначен королём Гарсией II соправителем, получив в управление одну из частей королевства. В произошедшей в 882 году битве около Айбара между наваррцами и союзным им мусульманским мятежником Умаром ибн Хафсуном с одной стороны и эмиром Кордовы Мухаммадом I с другой, Гарсия II Хименес погиб и Фортун был провозглашён новым королём Памплоны. Сына погибшего короля, Иньиго II Гарсеса, он назначил своим соправителем, вероятно, передав ему владения его отца в Сангуэсе. Весь период их совместного правления между двумя наваррскими правителями сохранялись дружественные отношения.
От правления Фортуна Гарсеса до нас дошли первые документы, в которых вместо титула «король Памплоны» употреблён титул «король Наварры», однако подлинность этих хартий вызывает серьёзные сомнения. Считается, что первые достоверные документы с подобным титулом относятся к правлению преемника короля Фортуна.

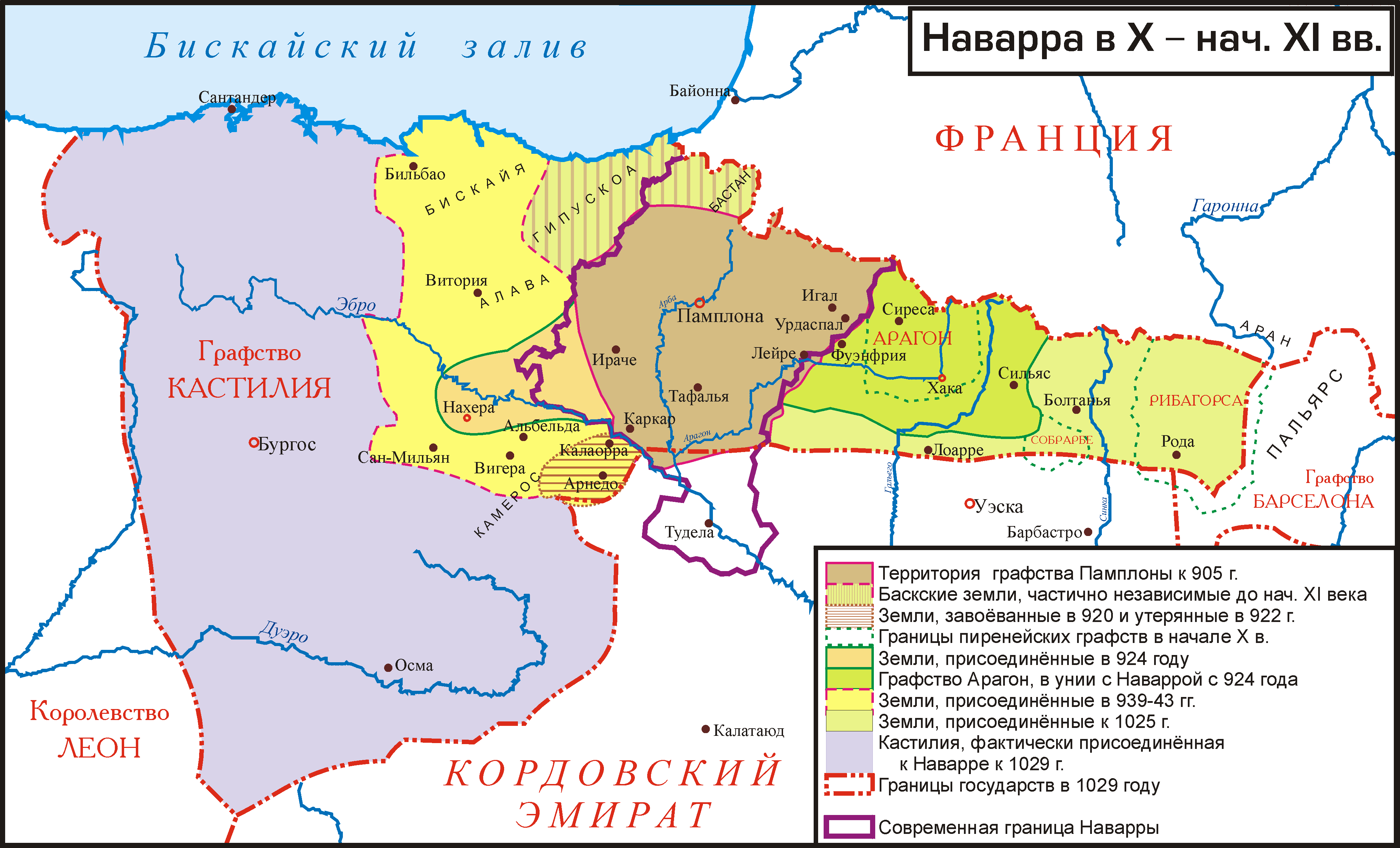
Наварра в X—XI веках

В первой половине правления Фортуна Гарсеса Наварра несколько раз подвергалась нападениям со стороны мусульман: в том числе, летом 888 года эмир Кордовы аль-Мунзир лично возглавлял поход на Памплону. Правители христианских государств Пиренейского полуострова и их союзники из числа мусульман, недовольных правлением эмиров Кордовы, пытались скоординировать свои усилия для борьбы против общих врагов: в 893 году в Арагоне состоялась встреча, на которой присутствовали король Фортун Гарсес, граф Арагона Галиндо II Аснарес, граф Галисии Альфонсо, герцог Гаскони Гарсия II Санше, граф Пальярса и Рибагорсы Рамон I, а также бунтовавшие против эмира Кордовы вали Туделы Мухаммад I ибн Лубб из семьи Бану Каси и вали Уэски Мухаммад аль-Тавиль.
Примирение в 898 году союзников Наварры, семьи Бану Каси, с эмиром Кордовы заставило Фортуна Гарсеса искать более тесного союза с самым сильным на тот момент христианским государством Пиренейского полуострова, королевством Астурия. В 899 или 900 году на границе двух государств состоялась встреча королей Фортуна и Альфонсо III Великого, на которой, по сообщениям астурийских исторических хроник, король Наварры признал себя вассалом короля Астурии. В 900 году соединённое астурийско-наваррское войско во главе с обоими королями вторглось во владения мусульман, но около города Тудела потерпело сокрушительное поражение от главы Бану Каси Лубба II ибн Мухаммада. В течение следующих четырёх лет Лубб ибн Мухаммад совершил несколько успешных походов против христиан. Особенно разорительными были нападения, совершённые им на Наварру. Они заставили короля Фортуна примириться с Кордовским эмиратом и заключить союз с Бану Каси. Однако это встревожило христианских соседей Наварры, которые многие годы вели войну с мусульманами. Создалась коалиция из противников Фортуна Гарсеса, в которую вошли один из членов семьи Хименес — Санчо Гарсес, король Астурии Альфонсо III Великий и граф Пальярса и Рибагорсы Рамон I. Союзники в 905 году напали на Памплону, убили в Льедене сына короля Иньиго II — Гарсию Иньигеса, свергли королей Фортуна Гарсеса и Иньиго II Гарсеса и возвели на престол Санчо I Гарсеса. Фортун был заключён в монастырь Сан-Сальвадор-де-Лейре, где на следующий год умер.
Король Фортун Гарсес, согласно основному источнику по ранней истории Наварры, «Кодексу Роды», был с около 845 года женат на Ории (Ауреи), родители которой точно неизвестны (возможно, что она была из семьи Бану Каси). Детьми от этого брака были:
- Онека Фортунес (род. ок. 850 года) — 1-й брак (863—880): эмир Кордовы Абдаллах ибн Мухаммад (умер в 912); 2-й брак (с 880 года): сеньор Ларрауна Аснар Санчес
- Иньиго Фортунес (умер после 905 года) — женат на Санче, дочери короля Памплоны Гарсии II Хименеса
- Аснар Фортунес
- Веласко (Бласко) Фортунес
- Лопе Фортунес — к нему возводили своё происхождение представители знатного испанского рода Суньига.